# Eric O'Dell
Eric O'Dell, född 20 juni 1990, är en kanadensisk professionell ishockeyspelare som spelar för Ottawa Senators i NHL. Han har tidigare spelat på NHL-nivå för Winnipeg Jets och på lägre nivåer för St. John's Icecaps och Chicago Wolves i AHL och Sudbury Wolves i OHL.
O'Dell draftades i andra rundan i 2008 års draft av Anaheim Ducks som 39:e spelare totalt.